# Татјана Мандић Ригонат
Татјана Мандић Ригонат (1964) јесте српска позоришна редитељка и ауторка драматизација.

## Биографија
Мандић Ригонат је дипломирала позоришну и радио режију на Факултету драмских уметности у Београду, у класи професора Дејана Мијача.
Режирала је радио-драме по сопственим текстовима и драматизацијама. Поред бројних позоришних режија и драматизација, написала је збирке песама Мистерија срећног контрабаса и Из живота птица.
Била је селектор Стеријиног позорја за 2008. годину. Oд 1. децембра 2008. до 4. јануара 2010. године била је директор Драме Народног позоришта у Београду. Од 2010. године обавља функцију селектора Међународног фестивала медитеранског позоришта „Пургаторије“ у Тивту.

## Награде
Добила је награду публике на фестивалу монодраме у Земуну за представу „Верица међу шљивама”.
Петар Банићевић је за улогу у представи „Човек случајности” Ј. Реза  добио награду Раша Плаовић - најбоље глумачко остварење у сезони 2000/01.
За Дан националног театра, 22. новембра 2008. године, представа Сексуалне неурозе наших родитеља проглашена је за најбољу представу Народног позоришта у сезони 2007/2008. На Међународном фестивалу малих сцена у Ријеци стручни жири је Нади Шаргин и Игору Ђорђевићу доделио Награде „Вељко Маричић“ за најбољу женску улогу (Дора), односно за најбољу епизодну улогу. Нада Шаргин је освојила и Награду жирија Новог листа - „Медитеран“.
Јуна 2023. године додељена јој је награда „Љубомир Муци Драшкић”. Октобра 2024. додељена јој је Награда „Бојан Ступица”.

## Радови

### Позоришне режије
- „Lovely Rita” Т. Браш – СКЦ
- „Госпођица Јулија” А. Стриндберг – Атеље 212
- „Урнебесна трагедија“ Д. Ковачевића – Народно позориште „Стерија“ Вршац
- „Лолита” В. Набоков – Битеф театар
- „Љубави Џорџа Вашингтона” М. Гавран – Атеље 212
- „Бергманова соната” И. Бергман – Народно позориште у Београду
- „Верица међу шљивама” М. Бобић-Мојсиловић (прва сарадња са Светланом Бојковић)
- „Талула” Ј. Страјн – БЕЛЕФ
- „Човек случајности” Ј. Реза – Народно позориште у Београду
- „Сабране приче” Д. Маргулис – Атеље 212
- „Ухо, грло, нож” В. Рудан  – Атеље 212
- „Мртве 'уше” О. Богајева – Народно позорише у Сомбору
- „Тераса“ Ј. Христића – Југословенско драмско позориште
- „Ледени свитац“ В. Радомана – Мадленијанум
- „Кисеоник“ И. Вирипајева – Белеф / Југословенско драмско позориште
- „Судија“ В. Моберга – Народно позориште у Београду
- „Љубавно писмо“ Ф. Арабала – Битеф фестивал / Сервантес
- „Хитлер и Хитлер“ К. Костјенка – Атеље 212
- „Сексуалне неурозе наших родитеља“ Л. Берфуса – Народно позориште у Београду
- „Свици“ Т. Штивичић - Атеље 212
- „Судија“ В. Моберг - Народно позориште у Београду
- „Чекај ме на небу љубави моја“ – Ф. Арабала - Мадленијанум
- „Дабогда те мајка родила“ – В. Рудан - ХКД Ријека
- „Зли дуси“ – Ф.М. Достојевски - Народно позориште у Београду
- „Госпођа министарка“ – Б. Нушић - Позориште "Бошко Буха", Вечерња сцена
- „Наши синови“ – В.Ј. Марамбо - Народно позориште у Београду
- Лени - Триптих Рифенштал, Валерија Шулцова/ Роман Олекшак - Битеф театар
- „Иванов“ - А.П. Чехов - Народно позориште у Београду
- Илузије, Иван Вирипајев - УК "Бук"
- „Успавана лепотица", Милена Деполо - Позориште "Бошко Буха"

### Драматизације
- „Лолита”, роман (заједно са Биљаном Максић)
- „Ђаво је био врућ”, приче Чарлса Буковског
- „Мртве душе”, роман Н. В. Гогоља (режија Дејан Мијач)
- „Зли дуси“, роман Ф.М. Достојевског
- „Дабогда те мајка родила“, роман В. Рудан

### Представе на актуелном репертоару Народног позоришта
- Сексуалне неурозе наших родитеља
- Зли дуси
- Наши синови
- Иванов
- Балкански шпијун